# Morulina stevehopkini
Morulina stevehopkini – gatunek skoczogonka z rzędu Poduromorpha i rodziny Neanuridae.
Gatunek ten opisali w 2007 roku José G. Palacios-Vargas i José Carlos Simón Benito.  Holotyp odłowiono w Bakersville. Epitet gatunkowy upamiętnia Stephena P. Hopkina.
Skoczogonek ten ma ciało długości do 2,2 mm, z wyjątkiem ciemnoszarego spodu ubarwione czarno. Na ciele znajdują się delikatnie piłkowane i tępo zakończone makroszczecinki, krótkie i gładkie mikroszczecinki, słabo widoczne szczecinki zmysłowe oraz dobrze rozwinięte, półkuliste guzki o granulowanej i siateczkowanej powierzchni. Człony czułków mają kolejno: 24, 26, 24 i 65 szczecinek. Głowa wyposażona w 5 par czarnych przyoczek, 6–7 szczecinek na wzgórku ocznym, długi stożek gębowy oraz nieco szerszy od najbardziej proksymalnego przyoczka narząd pozaczułkowy, zaopatrzony w około 50 guzków. Kolejne człony stopogoleni mają 19, 19 i 18 szczecinek. Widełki skokowe są zredukowane, pozbawione wyrostków szczytowych na ramionach, wyposażone w 7 szczecinek, w tym po jednej na każdym ramieniu. Liczba guzków na kolejnych segmentach tułowia wynosi: 3, 4 i 4, a na kolejnych segmentach odwłoka: 4, 4, 4 i 3. Około 35 szczecinek porasta guzek analny.
Stawonóg ten znany wyłącznie ze ściółki z lokalizacji typowej w Karolinie Północnej.